# حادثة منى 2004
تدافع منى 2004 في 1 فبراير 2004 244 حاجا قتلوا في اليوم الأول من رمي الجمرات خلال تدافع حصل في وادي منى قرب مكة المكرمة أثناء مشعر رمي الجمرات .